# Corrente debole neutra
Le interazioni tramite corrente debole neutra sono un tipo di interazione debole con cui possono interagire le particelle elementari. Questo tipo di interazioni sono mediate dal bosone Z0, e l'interazione è chiamata neutra poiché lo Z0 non ha carica elettrica. La scoperta delle correnti debole neutre fu un passo importante per l'unificazione della interazione elettromagnetica con l'interazione debole nella interazione elettrodebole, e portò alla scoperta dei bosoni W e Z.

## Descrizione
Si ritiene spesso che l'interazione sia chiamata neutra perché il bosone Z non ha carica elettrica, anche se la corrente che dà il nome all'interazione è quella delle particelle interagenti. Un esempio è il contributo della corrente neutra all'ampiezza dello scattering elastico νe e→νe e: 
{\displaystyle {\mathfrak {M}}^{\mathrm {NC} }\propto J_{\mu }^{\mathrm {(NC)} }(\nu _{\mathrm {e} })\;J^{\mathrm {(NC)} \mu }(\mathrm {e^{-}} )}
dove le correnti neutre che descrivono il flusso del neutrino e dell'elettrone sono date da:
{\displaystyle J^{\mathrm {(NC)} \mu }(f)={\bar {u}}_{f}\gamma ^{\mu }{\frac {1}{2}}\left(g_{V}^{f}-g_{A}^{f}\gamma ^{5}\right)u_{f},}
in cui  {\displaystyle g_{V}^{f}}  e  {\displaystyle g_{A}^{f}} sono il vettore e il vettore assiale di accoppiamento per il fermione {\displaystyle f}.
Il bosone Z si può accoppiare con qualsiasi particella del Modello Standard, a parte il gluone e il fotone, anche se ogni interazione tra due particelle cariche che avvenga con lo scambio di un bosone Z virtuale può avvenire anche con lo scambio di un fotone virtuale.
 
A meno che le particelle interagenti non abbiano energie almeno dell'ordine della massa del bosone Z (91 GeV), lo scambio di un bosone Z virtuale dà solo piccole correzioni ({\displaystyle ~(E/M_{Z})^{2}}) all'ampiezza del processo elettromagnetico. 

## Scoperta
L'esistenza delle correnti deboli neutre venne predetta da Abdus Salam, Sheldon Glashow e Steven Weinberg, e fu confermata nel 1973 in un esperimento con neutrini nella camera a bolle Gargamelle al CERN.
Acceleratori di particelle con energie sufficienti per misurare la massa del bosone Z non furono disponibili fino al 1983. Le interazioni tramite il bosone Z con il neutrino hanno delle caratteristiche particolari: sono l'unico meccanismo noto per lo scattering elastico di neutrini nella materia. I neutrini possono infatti dare luogo con quasi uguale probabilità a scattering elastico con il bosone Z e a scattering anelastico con il bosone W.